# X (letter)

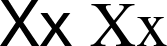
Aantal voorbeelden van de letter X

De letter X is de 24e letter in het moderne Latijnse alfabet.
In het Oudgrieks werd de klank /ks/ als Chi (Χ, χ) geschreven in het West-Grieks en als Xi (Ξ, ξ) in het Oost-Grieks. Ten slotte werd de letter Chi gestandaardiseerd op de klank /k_h/ (de /x/ in Modern Grieks) en werd Xi gebruikt voor /ks/. De Etrusken namen de X over uit het oude West-Grieks, waardoor het in het Etruskisch
en in het Latijn de klank /ks/ weergaf. Sommige deskundigen zijn van mening dat de Latijnse X niet verwant is aan de Griekse X.
Het is ook controversieel of Psi, Chi (Khi) en Xi Griekse bedenksels zijn of dat ze uiteindelijk van Semitische oorsprong zijn. De plaatsing van de letters aan het eind van het Griekse alfabet doet een latere toevoeging vermoeden, bovendien kwam de /ks/-klank niet voor in de Semitische talen. De Fenicische letter  of Samech wordt gewoonlijk gezien als de bron van de Griekse Xi, maar werd uitgesproken als de huidige letter S. De Chi had een duidelijk andere vorm dan de Xi, maar kan niettemin ook zijn ontstaan uit de Samech. De inspiratie voor het uiterlijk van de Samech is mogelijk de Egyptische hiëroglief voor de djed, een zuil, maar ook dit is geenszins zeker, omdat er geen tussenliggende Proto-Sinaïtische vorm van deze letter is gevonden.
In het internationale spellingsalfabet wordt de X weergegeven door middel van het woord X-Ray. In het Nederlands telefoonalfabet wordt de X weergegeven door middel van de naam Xantippe.
| R11 |

| R11 |